# Blohm & Voss BV 144
El Blohm & Voss BV 144 fue un intento alemán de desarrollar un avión de pasaje que prestara servicios una vez finalizada la Segunda Guerra Mundial. Debido al cambio en el curso de la guerra, el proyecto fue abandonado y un único ejemplar fue construido.

## Características
El avión era un monoplano de ala voladiza de construcción totalmente metálica. Por la experiencia del Blohm & Voss Ha 140 hecho con alas de incidencia variable, el BV 144 también estaba equipado con las alas que podían cambiar el ángulo de ataque hasta 9° sobre los ejes transversales.

## Historial del proyecto
Después de la campaña francesa de 1940 se decidió la construcción de dos prototipos del BV 144, en las instalaciones industriales de la Société Anonyme des Ateliers d'Aviation Louis Breguet , antiguo fabricante del bimotor Breguet Br.690 . El primer prototipo designado BV 144 V1, realizó su primer vuelo en agosto de 1944 .Sin embargo, debido a los desembarcos de Normandía el 6 de junio de 1944, la marea de la guerra obligó a los alemanes a retirarse de los proyectos que abandonaron a los franceses. El prototipo fue capturado por las fuerzas francesas de liberación, el BV 141 V1 fue pintado con marcas francesas con la Cruz de Lorena , pero su proyecto fue finalmente abandonado, dejando en tierra al único construido.

## Especificaciones
- Envergadura: 27,0 m
- Longitud: 21.8 m
- Altura: 5,1 m
- Superficie alar: 89,4 m²
- Peso en vacío: 9.910 kg
- Peso máximo al despegue: 14.100 kg
- Velocidad máxima: 470 km/h
- Techo de vuelo: 8.600 m
- Rango: 1.440 km

Fuente

## Operadores
Alemania nazi
- Luftwaffe

 Francia Libre
- Forces aériennes françaises libres

### Secuencias de designación
- Sistema de designación aeronaves del RLM: ← BV 141 · BV 142 · BV 143 · BV 144 · Go 145 · Go 146 · Go 147 →

### Listas relacionadas
- Anexo:Proyectos y prototipos de aviones de la Luftwaffe durante la Segunda Guerra Mundial
- Anexo:Aeronaves militares de Alemania en la Segunda Guerra Mundial